# Szútrajána
A szútrajána (szanszkrit: sūtrayāna, kínai: 显乘、经乘) vagy páramitá-jána a jána háromrétű indo-tibeti osztályozása.  A jána  buddhista gyakorlat, amely révén megérthető a súnjata (a dolgok üresség-természete).  A szútrajána három jánája a hínajána, a mahájána és a vadzsrajána.  A harmadikon belül található a tantrajána és a dzogcsen. A szútrajánában a bölcsesség és az érdemek összegyűjtése külön történik és emiatt nagyon hosszú ideig tart (3 nagy eonon keresztül) a megvilágosodás elérése.
A szútrajána szó szerinti jelentése a "szekér, amely a szútrákra (páliul szutta) épül".
A szútrajána ösvényen a gyakorlók célja a megvilágosodáshoz vezető okok megalapozása. Ennek érdekében gyakorolják a hat tökéletességet, a megvilágosodás harminchét tényezőjét (bódipakkhijá-dhammá) és különböző etikai és intellektuális tantárgyakat. Amint az összes okot összegyűjti a gyakorló a buddhaság szintjének elérése magától megtörténik. A szútrajánában a tudat összegyűjti a bölcsesség (bodhi) és az érdem két halmazát, amelyek a dharmakája és a rúpakája elérésének az okozatai. Így a tudat válik a megvilágosodás okává.
A szútrajánával szemben a vadzsrajána gyakorlatokkal gyorsabban elérhető a megvilágosodás.